# Мультитач

Multitouch-дисплей позволяет отслеживать несколько точек касания

Мультитач (от англ. multi-touch — «множественное касание») — функция сенсорных систем ввода (сенсорный экран, сенсорная панель), осуществляющая одновременное определение координат двух и более точек касания. Мультитач используется в жестовых интерфейсах, например, для изменения масштаба изображения: при увеличении расстояния между точками касания изображение увеличивается. Кроме того, мультисенсорные экраны позволяют нескольким пользователям управлять устройством одновременно. В качестве примера можно привести игру для iPad Cut the Buttons, в которой есть режим игры для двух игроков, когда каждый из них управляет виртуальными ножницами двумя пальцами.
Мультитач позволяет не только определить взаимное положение нескольких точек касания в любой момент времени, но и определить пару координат для каждой точки касания независимо от их положения относительно друг друга и границ сенсорной панели. Правильное распознавание всех точек касания увеличивает возможности интерфейса системы сенсорного ввода. Спектр задач, решаемых с помощью функции мультитач, зависит от скорости, эффективности и интуитивности ее использования.

## Определение
Мультитач (multi-touch) - это технология в области вычислительной техники, которая позволяет сенсорной панели или сенсорному экрану распознавать более одной точки контакта с поверхностью экрана.
Apple популяризировала термин «мультитач» в 2007 году, внедрив возможности дополнительного взаимодействия с пользовательским интерфейсом, например масштабирование карты.

## История
Использование технологии началось с сенсорных экранов для управления электронными устройствами предшественника технологии «мультикасания» и персонального компьютера. Создатели первых синтезаторов и электронных Музыкальных инструментов, Hugh Le Caine и Роберт Муг, экспериментировали с использованием чувствительных к нажатию ёмкостных датчиков для контролирования звуков, издаваемых их инструментами.
IBM начали строить первые сенсорные экраны в конце 1960-х, а в 1972 году Control Data выпустила PLATO IV — компьютер-терминал, использовавшийся для образовательных целей, который использовал в своём пользовательском интерфейсе одиночные касания на 16x16 матрице сенсоров.
Первая реализация мультитача на базе сенсорно-ёмкостного способа была разработана в CERN  в 1977 году, на базе их ёмкостно-сенсорных экранов разработал датский инженер-электронщик Бент Штампе в 1972 году. Эта технология была использована для разработки человеко-машинного интерфейса нового типа для управления синхрофазотроном.
В записке, датированной 11 марта 1972 года,  представил своё решение — ёмкостной сенсорный экран с фиксированным числом программируемых кнопок, находящихся на дисплее. Экран должен был состоять из множества конденсаторов, вплавленных в плёнку или в стекло медных проволочек. Каждый конденсатор должен быть построен так, чтобы поблизости находящийся проводник, такой как палец, привёл к увеличению электрической ёмкости на значительную величину. Конденсаторы должны были быть проволочками меди на стекле — тонкими (80 мкм) и достаточно удалёнными друг от друга (80 мкм), чтобы быть невидимыми (CERN Courier апрель 1974 стр. 117). В конечном устройстве экран был просто покрыт лаком, который предотвращал касание пальцами конденсаторов.
В начале 1980-х годов разработка технологии Multi-touch началась по всему миру практически одновременно. Например, 1982 году в Торонтском университете.
Сейчас различные технические воплощения технологии используются и активно продвигаются в продуктах компаний Apple, Nokia, Hewlett-Packard, HTC, Dell, Microsoft, ASUS, Samsung и некоторых других.
Внедрение Multi-touch-технологий уже опробовали постояльцы гостиничной сети Sheraton, ориентированной на деловых людей.
Хотя слово «мультикасание» обычно относится к сенсорным экранам, тачпады Apple, начиная с PowerBook, также распознают жесты несколькими пальцами. В PowerBook есть особый смысл — прокрутка — лишь у параллельного движения двумя пальцами, а в MacBook, MacBook Pro и MacBook Air уже распознаются двухпальцевые повороты и разведения-сведения, а также разнонаправленные штрихи тремя и четырьмя пальцами. Также эту технологию поддерживает новая мышь компании Apple — Magic Mouse и отдельный тачпад — Magic Trackpad.
Большинство современных больших мультитач-экранов основаны на проекции. Есть также ИК-рамки, которые отслеживают несколько точек касания одновременно и могут использоваться с любыми типами дисплеев. В мире существует множество производителей, запустивших в серийное производство "мультикасаемые" ИК-экраны различных размеров: 32", 40", 42", 46", 50" —, при этом используются камеры и инфракрасная подсветка.

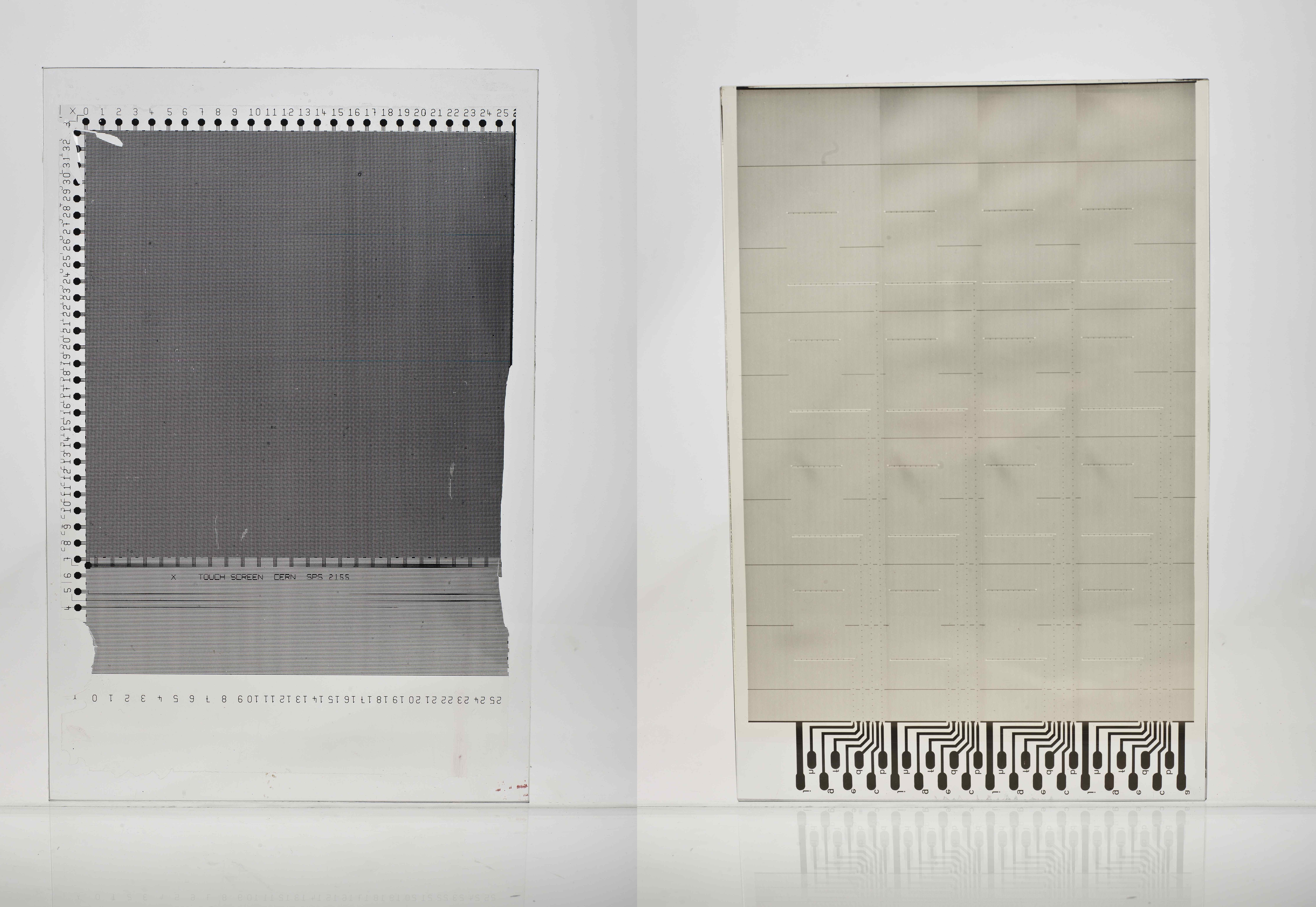
Прототип х/у матрица ёмкостного MultiTouch экрана (слева), разработанная в CERN

Большей популярностью в последнее время стали пользоваться сенсорные плёнки и стекло, производители которых покрывают все возможные размеры экранов от 17" до 50" и более.
Мультикасаемые-устройства с маленьким размером экрана быстро становятся обычным явлением, так, например, количество телефонов с мультитач-экраном увеличилось с 200 тыс., проданных в 2006 году, до 21 млн в 2012 году. Более надежные и настраиваемые мультитачрешения, а также увеличение количества и качества понимаемых жестов, делают популярным и удобным этот вид пользовательского интерфейса.
В январе 2010 года на выставке СES-2011 была представлена вторая версия сенсорного «рабочего стола» Microsoft PixelSense (ранее Microsoft Surface), который работает под управлением ОС Windows 7 и использует мультикасаемый интерфейс. Он также подешевел на треть и стал более доступным для массового потребителя.

## Реализации
Мультитач был реализован различными способами в зависимости от размера и типа интерфейса. Самые популярные формы - это мобильные устройства, планшеты, сенсорные столы и стены. Как сенсорные столы, так и сенсорные стены проецируют изображение через акрил или стекло, а затем подсвечивают его с помощью светодиодов.
Сенсорные поверхности также могут быть сделаны давлением чувствительными путем добавления давлением чувствительного покрытия, которое гибко изменяется в зависимости от того, как крепко его нажимают, изменяя отражение.
Переносные технологии используют панель, которая несет электрический заряд. Когда палец касается экрана, касание нарушает электрическое поле панели. Нарушение регистрируется как компьютерное Событие (объектно-ориентированное программирование) (жест) и может быть отправлено в программное обеспечение, которое может затем инициировать ответ на событие жеста.

### Ёмкостный мультитач
Ёмкостные технологии включают в себя:
- Ёмкостный датчик или Near Field Imaging (NFI)
- Проекционная емкостная технология (Сенсорный экран) 
  - Взаимная ёмкость
  - Автономная ёмкость
  - Встроенный ёмкостный

### Резистивный тип сенсоров
Резистивный сенсорный экран:
- Аналоговый Резистивный
- Цифровой резистивный или встроенный в ячейку

### Оптический тип сенсоров
Оптическая технология сенсоров основана на фотоматрице. Она работает, когда палец или объект касается поверхности, вызывая рассеивание света, отражение которого захватывается сенсорами или камерами, которые отправляют данные в программное обеспечение, которое диктует ответ на прикосновение, в зависимости от типа измеренного отражения.
Оптические технологии включают:
- Оптическое изображение или инфракрасная технология
- Задняя диффузная подсветка (DI)[20]
- Инфракрасная матрица технологии (opto-matrix) или Digital Waveguide Touch (DWT) или инфракрасная оптическая волновод
- Внутреннее отражение (FTIR)
- Диффузное поверхностное освещение (DSI)
- Лазерный световой план (LLP)
- Встроенный оптический

### Волновые технологии
Технологии на основе акустических и радиочастотных волн включают:
- Поверхностные акустические волны
- Изгибная волна Touch (BWT)
  - Касание с рассеянным сигналом (DST)
  - Распознавание акустических импульсов (APR)
- Сенсорная технология, определяющая силу касания

## Наиболее распространённые жесты мультикасаний на экране
- Сдвинуть пальцы — мельче
- Раздвинуть пальцы — крупнее
- Двигать несколькими пальцами — прокрутка
- Поворот двумя пальцами — поворот объекта/изображения/видео

## Жесты мультикасаний на тачпаде
- Касание двумя пальцами одновременно — нажатие на правую кнопку мыши
- Касание двумя пальцами и вверх или вниз — вертикальная прокрутка
- Касание двумя пальцами и влево или вправо — горизонтальная прокрутка
- Касание тремя пальцами и вверх — переключение между приложениями
- Касание тремя пальцами и влево или вправо — переключение между окнами приложений
- Касание тремя пальцами и вниз — закрытие панели приложений
- Касание тремя пальцами — переход в поиск
- Раздвинуть пальцы — масштабирование[21]

## Применение
Устройства, использующие мультикасание:
- от Apple: iPhone, iPad, iPod touch, iPod nano, MacBook Pro, MacBook Air, Magic Trackpad, Magic Mouse
- Microsoft PixelSense (Microsoft Surface)
- Большая часть устройств на ОС Android

### Программное обеспечение
Операционные системы, поддерживающие мультикасание:
- Mac OS X
- Windows Mobile 6.5
- Windows 7
- Windows 8
- Windows 10
- Windows 11
- Linux (поддержка множества курсоров с XServer 1.12)
  - Дистрибутивы Linux — Xandros и Ubuntu (полная поддержка начиная с версии 10.10, частичная поддержка в 10.04) — перечисляют Multitouch в списке своих достоинств
- Apple iOS
- Nokia Symbian³ OS на флагманских моделях Nokia N8, Nokia C6-01, Nokia C7, Nokia E7, Nokia X7
- Google Android
- Samsung Bada
- Palm webOS
- Windows Phone 7
- Windows Phone 8
- Windows 10 Mobile
- BlackBerry OS 6.0, BlackBerry OS 10
- Neprash Technology’s N-Touch Platform.

Приложения, специально разработанные под мультикасание:
- Microsoft Touch Pack для Windows 7:
- Microsoft Blackboard
- Microsoft Garden Pond
- Microsoft Rebound
- Microsoft Surface Collage
- Microsoft Surface Globe
- Microsoft Surface Lagoon

Windows 7 built-in:
- Panning
- Paint
- Hearts/Solitaire
- Taskbar Jump Lists
- Zoom, Rotate, Panning and Flicks in Windows Photo Viewer and XPS Viewer and Windows Live Photo Gallery
- On-Screen Keyboard.
- Internet Explorer 8
- Мультикасаемая Земля (англ. Multitouch Earth) англ.англ.
- Морская навигация (автоматическое построение оптимального пути)
- Crazy Coins